# تقنيات نامبودريباد لإزالة الحساسية
تقنيات نامبودريباد لإزالة الحساسية (إن إيه إي تي) هي شكل من أشكال الطب البديل الذي يدعي المروجون له أنه قادر على علاج الحساسية والاضطرابات المتعلقة بها. أُنشئت هذه التقنيات من قبل ديفي نامبودريباد، وهي خبيرة معالجة يدوية ومعالجة بالوخز تعمل في كاليفورنيا عام 1983، معتمدة على مزيج من الأفكار المرتبطة بتقنيات علم الحركة التطبيقي والوخز بالإبر والعلاج بالضغط والإدارة الغذائية والعلاج اليدوي.
لا يوجد دليل موثوق يدعم فعالية هذه التقنيات في تقييم أو علاج الحساسية.

## الأدلة
أثبت عدد من المراجعات للأدلة التوفرة حول التقنيات البديلة المختلفة لتشخيص الحساسية أن علم الحركة التطبيقي وهو الوسيلة التشخيصية الأساسية في تقنيات نامبودريباد ليس فعالًا في تشخيص الحساسية، وتنصح هذه المراجعات بعدم استخدامها. تنصح العديد من الجمعيات الطبية بعدم استخدام هذه التقنيات، مثل الأكاديمية الأوروبية لعلم الحساسية وعلم المناعة السريري والمعهد الوطني للصحة وتفوق الرعاية والأكاديمية الأمريكية للحساسية والربو وعلم المناعة والمعهد الوطني للمناعة والأمراض الإنتانية والجمعية الأسترالية لعلم المناعة السريري والحساسية ومجتمع علم الحساسية في جنوب أفريقيا.
وصلت مقالتا مراجعة طبية إلى أن «تقنيات نامبودريباد هي بدون شك أقل تقنيات علاج الحساسية موثوقية حتى الآن» وأنه «لا توجد أي دراسات تدعم استخدام هذه التقنيات». تحذر مراجعة توبر وبورش-كورن من أن «هناك إمكانية لحدوث تفاعل تحسسي تأقي إذا خضع مصاب بحساسية طعام شديدة لهذا العلاج واختبر نفسه بنفسه من خلال التحدي الفموي بعيدًا عن مكتب الطبيب بعد إكمال جلسات إن إيه إي تي بنجاح». ينصح المجتمع الأسترالي لعلم المناعة السريري والحساسية بعدم استخدام وسائل إن إيه إي تي لعلاج الحساسية، منتقدًا «غياب التفسير العلمي لعملها» واصفًا إياها بـ «تقنية قد تكون خطرة».

كتب ستيفن باريت لموقع كواكووتش (رقيب الدجالين) الدورية الشهرية في تقييم نقدي لتقنيات نامبودريباد:
«تصطدم إن إيه إي تي مع مفاهيم التشريح والفزيولوجيا وعلم الأمراض والفيزياء والحساسية التي يقبلها المجتمع العلمي. وقصة «اكتشافها» غير قابلة للتصديق، أما مقاربتها التشخيصية الأساسية -اختبار العضلات «للحساسية»- فهي بعيدة عن المنطق ومن المؤكد أنها قابلة لتشخيص مشاكل طبية غير موجودة. يمكن لتوصياتها الغذائية المتعلقة بتقييد الوارد الغذائي اعتمادًا على حساسية غذائية غير موجودة أن تضع المريض في خطر الإصابة بعوز غذائي، إضافة إلى خطر الوقوع في مشاكل اجتماعية وتكوين اضطرابات غذائية خصوصًا لدى الأطفال».